# Idaea carpheraria
Idaea carpheraria är en fjärilsart som beskrevs av George Francis Hampson 1907. Idaea carpheraria ingår i släktet Idaea och familjen mätare. Inga underarter finns listade i Catalogue of Life.